# Selo pri Kostelu
Selo pri Kostelu je naselje v Občini Kostel.